# Mitsuhiro Seki
Mitsuhiro Seki (japanisch 関 光博 Seki Mitsuhiro; * 8. Mai 1982 in der Präfektur Tokio) ist ein japanischer Fußballspieler.

## Karriere
Seki erlernte das Fußballspielen in der Universitätsmannschaft der Komazawa-Universität. Seinen ersten Vertrag unterschrieb er 2005 bei Rosso Kumamoto (heute: Roasso Kumamoto). 2007 wurde er mit dem Verein Vizemeister der Japan Football League und stieg in die zweite Liga auf. Für den Verein absolvierte er 66 Ligaspiele. 2009 wechselte er zum Drittligisten New Wave Kitakyushu (heute: Giravanz Kitakyushu). Am Ende der Saison 2009 stieg der Verein in die zweite Liga auf. Für den Verein absolvierte er 124 Ligaspiele. 2013 wechselte er zum Ligakonkurrenten Tokyo Verdy. Für den Verein absolvierte er neun Ligaspiele. 2014 wechselte er zum Kagoshima United FC. Am Ende der Saison 2015 stieg der Verein in die dritte Lia auf. Für den Verein absolvierte er 76 Ligaspiele. 2018 wechselte er zum Ligakonkurrenten Fujieda MYFC. Für den Verein absolvierte er vier Ligaspiele. 2019 war er vertrags- und vereinslos. Anfang 2020 ging er nach Thailand. Hier unterschrieb er einen Vertrag beim Trang FC. Der Verein aus Trang spielte in der dritten Liga, der Thai League 3. Hier trat der Verein erst in der Lower Region an, nach der Unterbrechung wegen der COVID-19-Pandemie spielte man in der Southern Region. Zur Rückrunde 2021/22 wechselte er im Januar 2022 zum Zweitligisten Ranong United FC. Für den Verein aus Ranong bestritt er 15 Zweitligaspiele. Nach der Saison 2021/22 wurde sein Vertrag nicht verlängert.